# Andravida Airport
Andravida Airport är en flygplats i Grekland.   Den ligger i prefekturen Nomós Ileías och regionen Västra Grekland, i den sydvästra delen av landet, 210 km väster om huvudstaden Aten. Andravida Airport ligger 16 meter över havet.
Terrängen runt Andravida Airport är platt, och sluttar västerut. Runt Andravida Airport är det ganska tätbefolkat, med 120 invånare per kvadratkilometer. Närmaste större samhälle är Amaliáda, 14,3 km söder om Andravida Airport. Trakten runt Andravida Airport består till största delen av jordbruksmark.